# Kis kút, kerekes kút
A Kis kút, kerekes kút kezdetű magyar népdalt Kerényi György gyűjtötte Tápiósülyön.

## Kotta és dallam
| Kis kút, kerekes kút van az udvarunkban. De szép barna kislány van a szomszédunkban. Csalfa szemeimet rá sem merem vetni, szigorú az édesanyja, nem hagyja szeretni. | Ennek a szép barna lánynak dombon van a háza, sudár jegenyefa van az udvarába'. Sudár jegenyefa, földre hajlik az ága, ennek a szép barna lánynak én leszek a párja. |

Variációk:
| Kis kút, kerekes kút van az udvarunkban. De szép barna kislány van a szomszédunkban. Csalfa szemeimet rá sem merem vetni, fiatal az édesanyja, azt is kell szeretni. | Kis kút, kerekes kút van az udvarunkban. De szép barna kislány van a szomszédunkban. Csalfa szemeimet rá sem merem vetni, fiatal a feleségem, azt is kell szeretni. |

## Felvételek
- Kis kút kerekes kút. KMCSSZ (Hozzáférés: 2016. március 6.) (audió)
- Kis kút, kerekes kút. YouTube (2014. december 6.)  (Hozzáférés: 2016. március 6.) (audió)
- Kis kút, kerekes kút. Előadja: Gémes Trió  YouTube (2016. február 1.)  (Hozzáférés: 2016. március 6.) (audió)
- Kiskút kerekeskút. Énekel: Bősi Szabó László  YouTube (2010. október 11.)  (Hozzáférés: 2016. március 6.) (videó)
- Kis kút, kerekes kút. Előadja: Lakatos Sándor és zenekara  YouTube (2016. február 18.)  (Hozzáférés: 2016. március 6.) (audió)
- Kis kút kerekes kút. YouTube (2011. június 10.)  (Hozzáférés: 2016. március 6.) (videó) zongora.